# Полюс (альбом)
«Полюс» — альбом Александра Непомнящего, записанный совместно с музыкальной рок-группой «Кранты». Впервые выпущен cтудией «Колокол» в 1997 году. Переиздан в 2020 году издательством Выргород и лейблом Bull Terrier Records. Тексты песен имеют множество отсылок к различным музыкальным и литературным произведениям, а сам альбом считают поворотным в творчестве музыканта.

## История создания
Полюс — символ неподвижного центра, где времени нет, ось, вокруг которой колесо Сансары крутит. Очень наглядно в символике свастики отражается… Альбом, если в двух словах, наверное — просто иллюстрация к тому, что «Царствие Небесное силой берётся». Хотя там масса синкретиков…Александр Непомнящий, https://www.nneformat.ru/archive/?id=857

Александр Непомнящий и Кранты

Альбом записывался между 1996 и 1997 годами, запись произведена на студии М.W. Records. Несмотря на публицистичность, автор называл его «очень личным», где поэзия доминирует над музыкой. Музыкальная составляющая описана как вспомогательная, с панковским звучанием, достигнутым благодаря участию гитариста Андрея Булычёва.

## Отсылки
Несмотря на то что альбом считают переходным из левого в правое движение, автор также не перестаёт критиковать систему и истеблишмент, песни «Про Поэтов» и «Бесплатно» обращают внимание на социальное неравенство и несправедливую войну в Чечне. В песнях по-прежнему поднимаются жизненные проблемы и размышления. В песнях «Земляничные поляны» и «Конец» прослеживается концепция апокалипсиса.

#### Песня «Земляничные поляны»
Песня была написана под впечатлениями от сказки Ханса Христиана Андерсена «Снежная королева». На одном из квартирников Непомнящий рассказал, что изначально песня задумывалась как полемика с Александром Дугиным, который считал избавление Кая от чар владычицы ледяного чертога неудавшейся инициацией. По признанию автора, он скорее отталкивался от песни «Герда» группы Инструкция по выживанию. Песня отсылает к творчеству других музыкантов: Джона Леннона и Александра Башлачёва.

#### Песня «Для всех и ни для кого»
Песня подвергает критике некоторые идеи Фридриха Ницше. Отдельные фразы отсылают к Евангелию от Матфея.

#### Песня «Автостопная»
В песне упоминается оркестровое вступление Рихарда Вагнера оперы «Валькирия». В тексте упоминается «кот ученый» что является отсылкой на первую поэму А.Пушкина «Руслан и Людмила».

## Влияние
Позже некоторые песни из альбома самостоятельно исполняла группа Кранты.
Песня «Родина» приобрела популярность среди членов НБП, на какое-то время став их «гимном».

#### Повтор песен
Песня «Земляничные поляны» вошла под две акустические гитары в альбом Земляника. Песня «Знаю» под названием «Апофатия» вошла в альбом Поражение. Песня «По одному» вошла в буклет Зеленые Холмы.

## Список композиций
| №   | Название                 | Длительность |
| --- | ------------------------ | ------------ |
| 1.  | «Земляничные поляны»     |              |
| 2.  | «Конец»                  |              |
| 3.  | «Для всех и ни для кого» |              |
| 4.  | «Про поэтов»             |              |
| 5.  | «Тусовка»                |              |
| 6.  | «Знаю»                   |              |
| 7.  | «Только дорога»          |              |
| 8.  | «Автостопная»            |              |
| 9.  | «Партизанская»           |              |
| 10. | «Бесплатно»              |              |
| 11. | «По одному»              |              |
| 12. | «Полюс»                  |              |
| 13. | «Люби»                   |              |
| 14. | «Родина»                 |              |

## Оформление альбома
Лейб Bull Terrier Records при оформлении использовал иллюстрации из книги "Поход «Челюскина» (М., «Правда», 1934), что подчёркивает патриотическую направленность альбома. Почти ко всем альбомам прилагаются буклеты с текстами песен, а у Лейба Bull Terrier Records отдельно ещё и комментарии.

## О записи
- текст, музыка — Непомнящий Александр
- директор — Константин Кудрячев
- соло-гитара — Андрей Булычёв (Конец, Дорога)
- гитара — Алексей Вертоградов (Земляничные поляны, Родина)
- звукорежиссёр — Алексей Вертоградов
- Графика, дизайн — Надежда Стахурская. (для Выргорода и Колокола)
- Реставрация — Аркадий Голубков, Михаил Конкин.[12][4][3]